# Place Paul-Beauregard
La place Paul-Beauregard est une place du 16e arrondissement de Paris

## Situation et accès
Située à l'intersection de l'avenue Théophile-Gautier et des rues de Rémusat, George-Sand et Leconte-de-Lisle, cette place occupe un terre plein-central et n'est donc bordée d'aucun immeuble ni habitation. Elle comporte une colonne Morris, cinq bancs et, côte à côte, deux plaques émaillées indiquant l'origine du nom de la place.
En 2010, des stationnements réservés aux motos ont été délimités sur le trottoir de la place.

## Origine du nom
Cette place tient son nom de l'économiste Paul Beauregard (1853-1919), membre de l'Institut, député de la circonscription.

## Historique
La place tient son nom d'un arrêté du 11 août 1930.